# Marcello Gonçalves
Marcello Gonçalves (21 de julho de 1972)é um instrumentista (violão de sete cordas) brasileiro.
Estudou com grandes nomes do violão brasileiro, como Maurício Carrilho, Marco Pereira e Dino 7 Cordas.
É um dos integrantes do conjunto musical instrumental de choro Trio Madeira Brasil, que também é composto pelos músicos Zé Paulo Becker e Ronaldo do Bandolim.
É bacharel em violão pela Universidade do Rio de Janeiro (UNIRIO) e mestre em música pela Universidade Federal do Rio de Janeiro (UFRJ).
O álbum "Outra Coisa", com parceria de Anat Cohen foi indicado ao Grammy na categoria Best Latin Jazz Album.